# Norwegenfeldzug (1716)

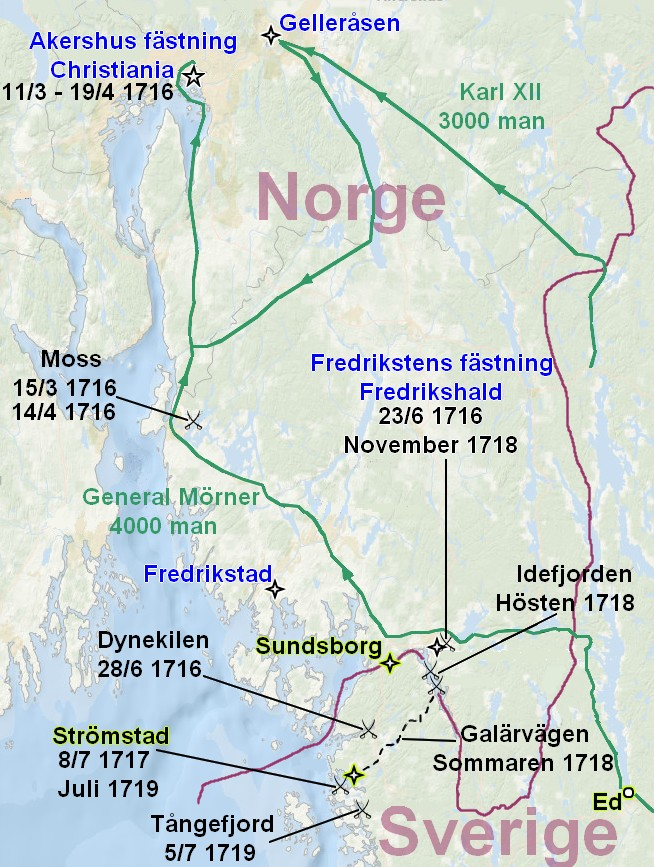
Grenzgebiet Schweden-Norwegen

Der Norwegenfeldzug von 1716 im Großen Nordischen Krieg vom 8. März bis zum 18. Juli 1716 war der erfolglose Versuch Karls XII., mit einer schwedischen Armee Norwegen, das Teil des dänischen Königreiches war, zu erobern.

## Feldzugsplanung
Nach Rückkehr Karls XII. vom belagerten Stralsund nach Schweden Ende 1715 begannen erneute Rüstungsanstrengungen für einen neuen Feldzug. Der Feldzug sollte zur Eroberung Kopenhagens führen. Hierzu sollten Truppen von Schonen über den gefrorenen Öresund marschieren und die Stadt belagern. Da der Winter mild blieb, änderte sich der Feldzugsplan. Stattdessen sollte Norwegen über Bohuslän erobert werden. Der dänische General Caspar Herman Hausmann erfuhr von den schwedischen Plänen und unterrichtete König Friedrich IV., der ihm aber nicht glaubte und ihn entließ. Die Norwegische Armee hatte zuvor 5000 Mann für die Verteidigung Dänemarks abgeben müssen.
Der Nachfolger von Hausmann, Barthold Heinrich  von Lützow, galt als wenig charismatischer Führer. Nachdem die Nachricht der anstehenden Invasion durch Karls Armee Oslo erreicht hatte, wurden allen verfügbaren Truppen in Østerdalen und Gudbrandsdal befohlen, zur Grenze bei Halden und Fredrikstad zu marschieren. Die norwegische Führung antizipierte die voraussichtlichen Pläne der Schweden und erwarteten die Attacke bei Kongsvinger, Basmo oder Halden.

## Feldzug

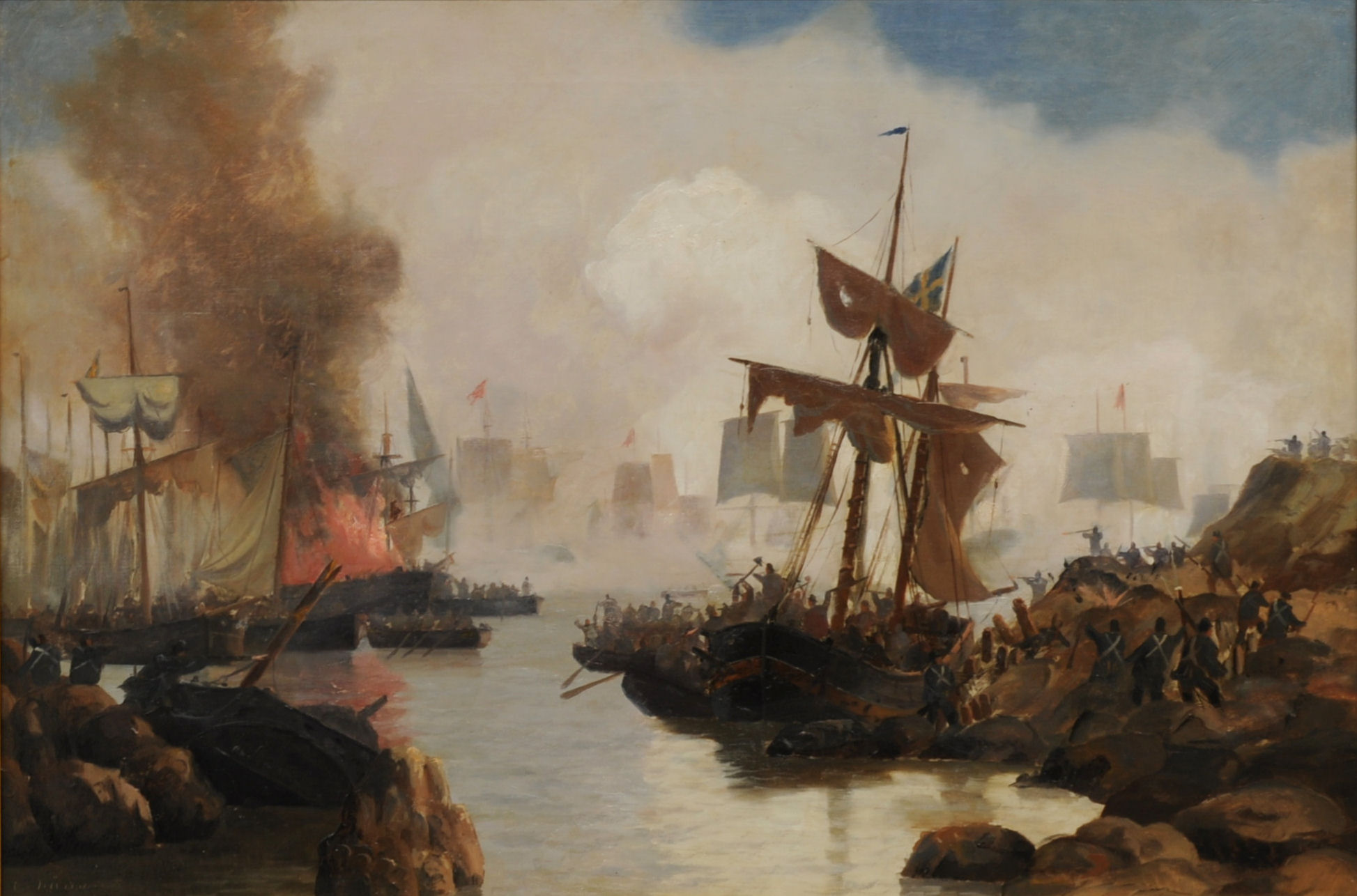
Seegefecht im Dynekilenfjord

Karl XII. wählte Basmo, wo er die Grenze mit der 10.000 Mann starken Armee passierte und sein Hauptquartier am 8. März 1716 aufschlug. Der norwegische Kommandeur des Distriktes griff, ohne auf weitere Verstärkung zu warten, die überlegene schwedische Armee mit nur 200 Dragonern an und wurde zurückgeschlagen. Beide Seiten verloren etwa jeweils 30 Mann an Toten und Verwundeten in dem Scharmützel. Nachdem die Nachricht vom Gefecht General Lützow erreicht hatte, zog er seine vordersten Truppen zurück und errichtete eine Verteidigungsstellung bei Oslo. Die schwedischen Kräfte gingen weiter vor, ließen die norwegische Festung Akershus bei Oslo außer Acht, während Lützows Truppen nach Bragernes in Drammen zurückging.
Die norwegischen Truppen verfolgten die Taktik der verbrannten Erde. Die örtlichen Bewohner griffen im Hinterland der schwedischen Armee deren Versorgungszüge an. Die zurückgebliebenen norwegischen Festungen blieben zudem eine potenzielle Gefahr für die Schweden bei einem möglichen Rückzug. Die Schweden nahmen Oslo ein und begannen, die Festung Akershus zu belagern. Währenddessen fanden in Lier weitere Kämpfe statt. Das Bataillon Det smålenske regiment aus dem norwegischen Fredrikstad übermannte schwedische Truppen in Moss. Dort nahmen sie 200 Gefangene und brachten einen Teil der Ausrüstung zurück zu ihrem Stützpunkt. Da Moss aber ein Teil der Versorgungslinie der Schweden nach Akershus war, wurde Akershus noch stärker bemannt. Ende März kam Verstärkung aus Dänemark und Bergen für die norwegischen Verteidiger an. Karls Belagerung richtete an der Festung Akershus kaum Schäden an. Die meisten Geschosse hatten nur eine geringe Reichweite und erreichten die Festung nicht. Mitte April kam der Vizeadmiral Christian Carl Gabel aus Dänemark mit einer Flotte von sieben Linienschiffen, sechs Fregatten und weiteren kleineren Schiffen nach Norwegen. Ihr erstes Angriffsziel war Moss. Nach zwei harten Kämpfen ergaben sich die Schweden und über 500 Mann gerieten in Gefangenschaft. Währenddessen unterbrach Gabels Flotte die schwedische Versorgungslinie nach Christiania. Somit war auch die Belagerung der Stadt nicht mehr möglich und Karl XII. trat am 29. April den Rückzug an.
Nach einer kurzen Besetzung Oslos folgte der erneute schwedische Vormarsch in Richtung der norwegischen Festungen im südöstlichen Norwegen mit dem Ziele, diese zu erobern, insbesondere die Festung Frederiksten. Dies sollte die Gefahr im Rücken der Schweden bannen und eine Basis für die Aufnahme neuer Kampfhandlungen im nächsten Frühjahr bilden. Karls Truppen unternahmen einen Sturmangriff auf Frederiksten am 4. Juli, scheiterten aber bei dem Versuch, die Festung zu erobern.
Karls Armee war zum Rückzug gezwungen, um die Ankunft schwerer Artillerie zu erwarten. In der Zwischenzeit wurde in Göteborg eine Transportflotte ausgerüstet. Diese sollte der schwedischen Armee Munition, Vorräte und schweres Artilleriegeschütz zuführen. Ebenfalls wurde eine Schärenflotte (Galeeren) zusammengestellt, welche den Transportkonvoi abdecken sollte. Zusätzlich sollte die Schiffsartillerie die Festung Fredrikshald von See her beschießen. Die Flottille steuerte nach Norden und zwischen dem Svinesund und Strömstad, drei Meilen vor Fredrikshald, erreichte sie den kleinen Hafen Dynekilen. Dort wurde sie am 8. Juli 1716 von dänischen Schiffen in einem Seegefecht zerstört.

## Ergebnis
Der schwedische König Karl XII. brach die Belagerung der Stadt sofort nach dem Erhalt der Niederlage in Dynekilen ab und zog sich auf schwedisches Territorium zurück. Am 18. Juli war der Norwegenfeldzug beendet und nach eigenen Angaben hatte der schwedische König über 4000 Mann (nach anderen Quellen über 6000) verloren.